# Zosterops feae
El ojiblanco de Santo Tomé (Zosterops feae) es una especie de ave paseriforme de la familia Zosteropidae.

## Distribución geográfica
Es endémica de la isla de Santo Tomé. Su hábitat natural son las selvas húmedas. Se encuentra actualmente amenazada por la destrucción de su hábitat.